# María Jesús Nieto
María Jesús Nieto (née à Madrid le 23 janvier 1961) est une directrice et actrice de doublage espagnole. Elle a prêté sa voix à différents personnages de la télévision et du cinéma.